# 彼得·克门特
彼得·克门特（捷克語：Petr Kment，1942年8月20日—2013年8月22日），捷克男子摔跤运动员。他曾代表捷克斯洛伐克参加1964年、1968年和1972年夏季奥林匹克运动会摔跤比赛，其中1968年奥运会获得一枚铜牌。